# IPhone 5
O iPhone 5 é a sexta geração do iPhone anunciado no dia 12 de setembro de 2012 em um evento da Apple Inc. no Yerba Buena Center, em São Francisco (Califórnia). Comparado ao iPhone 4S ele é 18% mais fino, 20% mais leve, duas vezes mais rápido e com a tela meia polegada maior. Foi também o primeiro iPhone a ser compatível com a rede 4G e usar o novo conector Lightning.
Foi lançado em 21 de setembro de 2012 nos Estados Unidos, Canadá, Alemanha, França, Japão, Singapura e Hong Kong. No dia de seu lançamento o iPhone 5 bateu recorde, sendo o mais vendido da história com dois milhões de unidades nas primeiras 24 horas (superando o iPhone 4S, com 1 milhão), nesse mesmo dia as ações da Apple também bateram recorde, chegando a US$ 700,00, confirmando sua situação de empresa com maior valor de mercado do mundo. Seu lançamento no Brasil ocorreu dia 14 de Dezembro.
Hoje, o iPhone 5 se encontra fora de linha e não é mais fabricado e comercializado. Estão a venda no site da Apple, o iPhone SE (2.ª geração), iPhone 11 e modelos superiores.

## Especificações

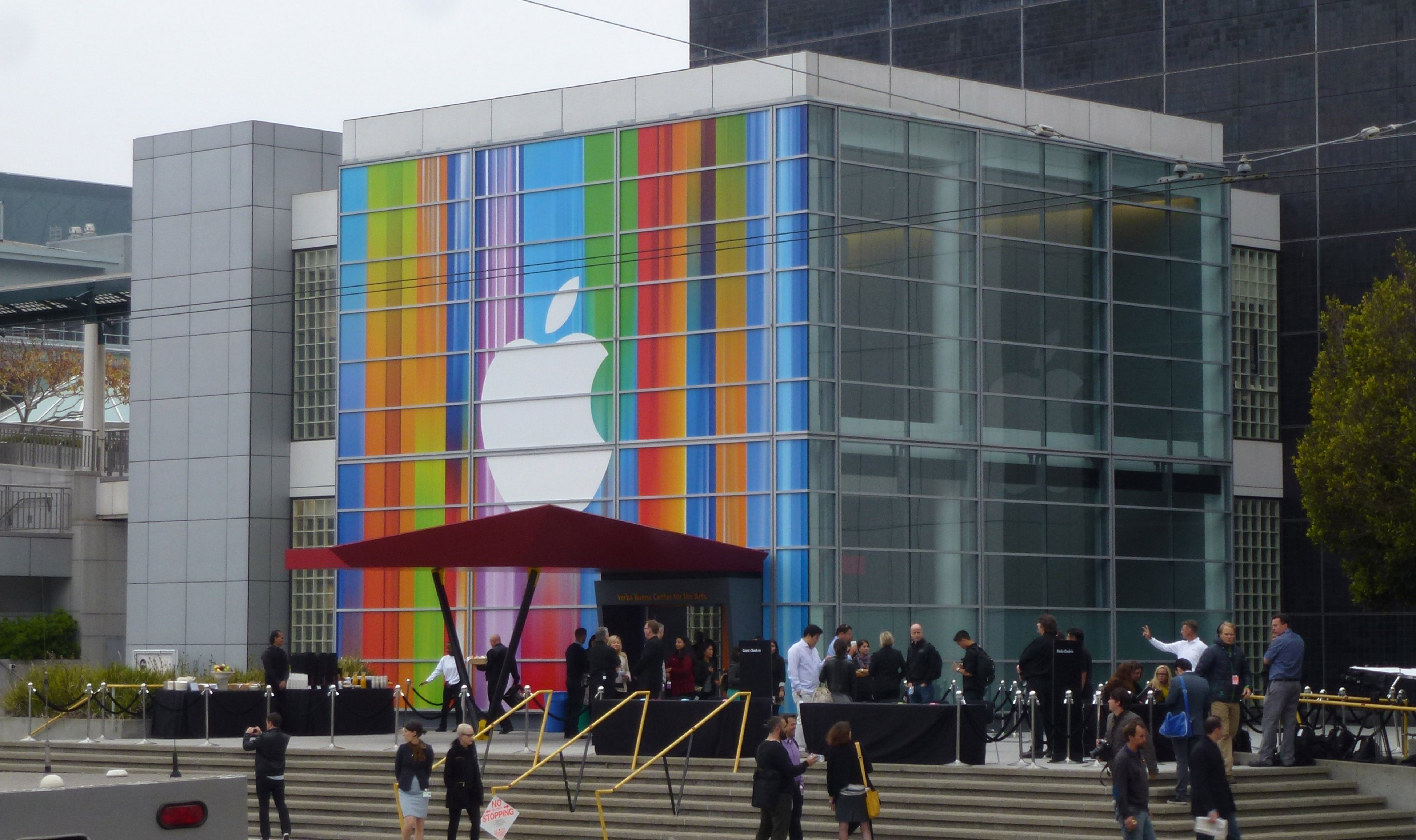
Yerba Buena Center, em San Francisco. Local onde o iPhone 5 foi anunciado.

O iPhone 5 apresenta uma tela maior, que aceita cinco linhas de ícones na página do sistema utilizado. Seu acabamento é construído de alumínio, sendo mais fino da linha dos iPhones (apenas 7,6 mm de espessura) e 20% mais leve. Sua tela possui resolução de 1136 x 640 pixels.
Inclui LTE, assim como a tecnologia Wi-Fi, que permite utilizar a banda de 5 GHz e atingir velocidades de 150 Mb/s. Traz o processador A6 (Dual Core), duas vezes mais rápido do que o iPhone 4S. Melhorou, também, na questão da bateria, Agora dura 10 horas de navegação via Wi-Fi e 8 horas com o LTE.
O sensor da câmera é de 8 mp com resolução de 2364 x 2448 pixels. É 25% menor que o modelo anterior. Sua lente é construída de cristal de safira, o que não só dá uma grande força mas também excepcional clareza. No entanto, certas melhorias na câmera do iPhone 5, de análise, são insignificantes, em comparação com a do iPhone 4S.
Nele pode ser usado o recurso do FaceTime através da ligação de dados. Sua base é composta por três microfones. Incluia o sistema operacional iOS 6 e uma placa nano-SIM. Está disponível em preto e branco, com modelos de 16 GB, 32 GB e 64 GB.
Existem três aparelhos diferentes internamente, um aparelho para os EUA e Canadá, outro para os EUA e Japão, e ainda, um modelo para o resto do mundo. Fora esses modelos, existe o modelo 5.

## Distribuição
A Apple vendeu 5 milhões de aparelhos nos primeiros dias após o lançamento. O dispositivo estava disponível nos EUA, Austrália, México, Canadá, França, Espanha, Alemanha, Hong Kong, Japão, Singapura, Reino Unido e Brasil. Antes do fim do ano, atingiu 100 países.

## Anormalidades
- Não apenas neste iPhone mas em todos que receberam o iOS 6, foram encontrados uma série de problemas com os mapas que a Apple fornece dentro do novo sistema operacional para dispositivos móveis, que, gradualmente, foram atualizados.[11]
- O iPhone 5 é bastante sensível a riscos na parte traseira, onde está localizada a peça de alumínio, e em especial, nas bordas.[12]
- Houve alguns casos isolados de iPhones que simplesmente "envergaram" quando os usuários sentavam em cima dele (dentro do bolso traseiro da vestimenta usada), no IPhone 5S eles acabaram por resolver o problema colocando um aluminio mais resistente.
- A tela apesar de ser "Gorila Glass" são pouco resistentes a queda, caso houver a quebra da mesma, é recomendado a troca num período de 2 a 3 semanas após o incidente

## Descontinuação
No dia 10 de Setembro de 2013 a Apple anunciou o fim das vendas do iPhone 5 devido ao lançamento do iPhone 5c, que conta com as mesmas especificações técnicas do iPhone 5, diferenciados apenas pelo design, enquanto iPhone 5C conta com corpo de plástico em cinco cores (amarelo, azul, verde, branco e rosa), o iPhone 5 conta com corpo de alumínio e vidro nas cores branco (Com prata) e preto (Com chumbo).

## Galeria de imagens

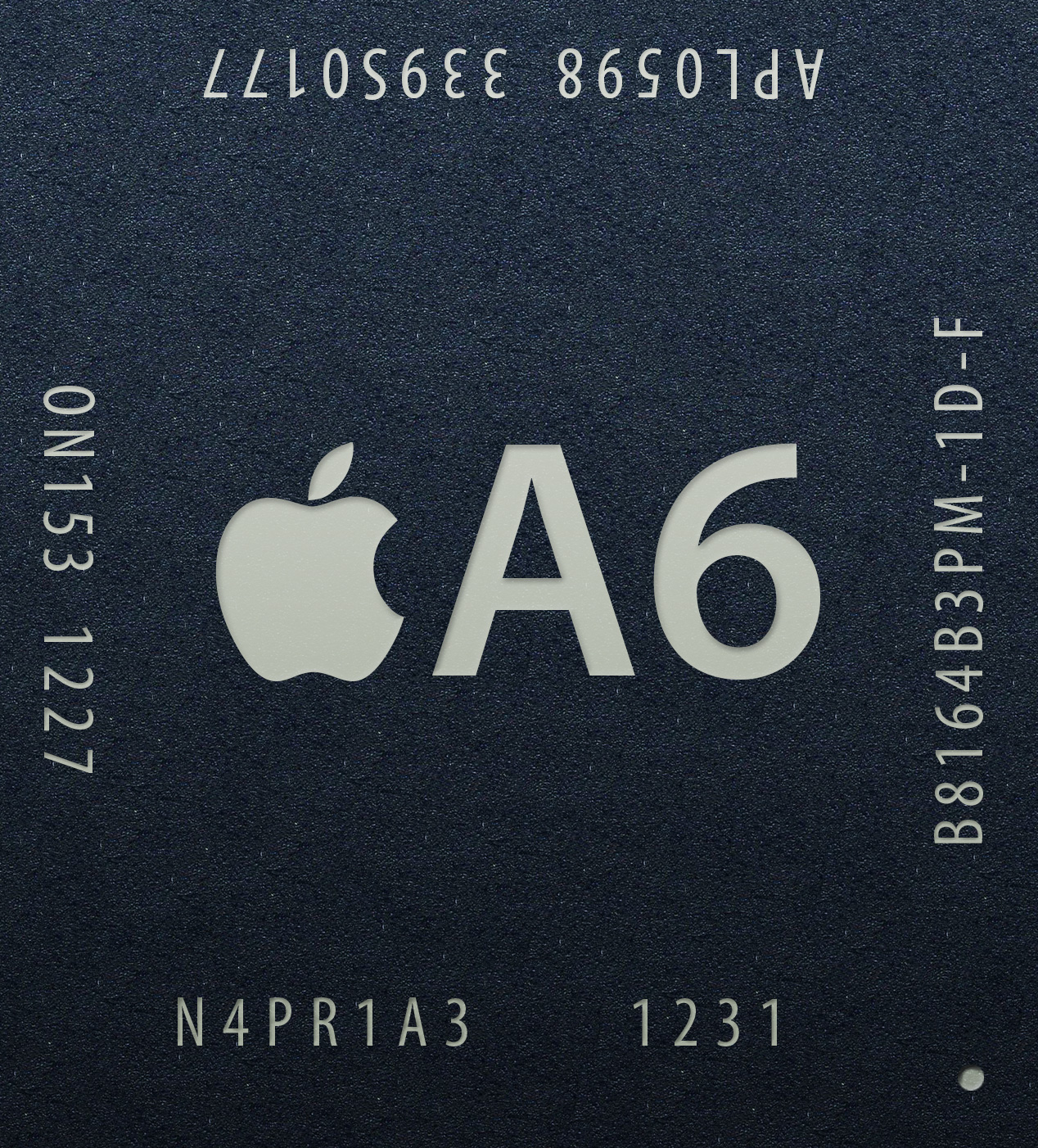
Processador A6
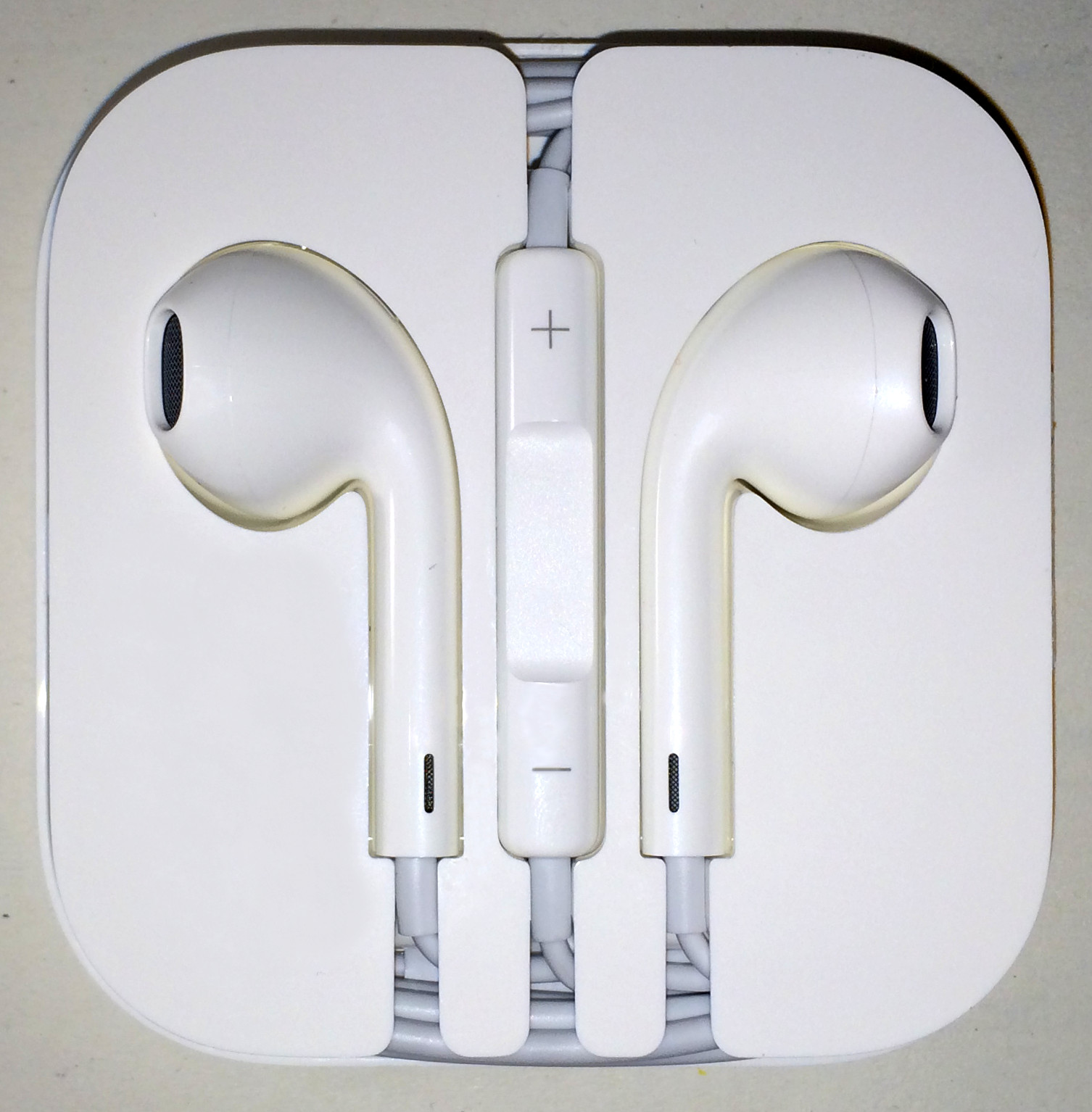
Novos earpods
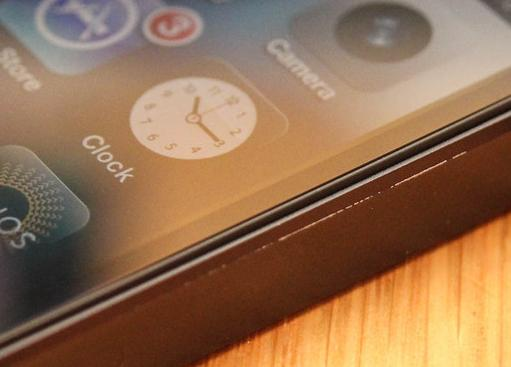
Visão lateral
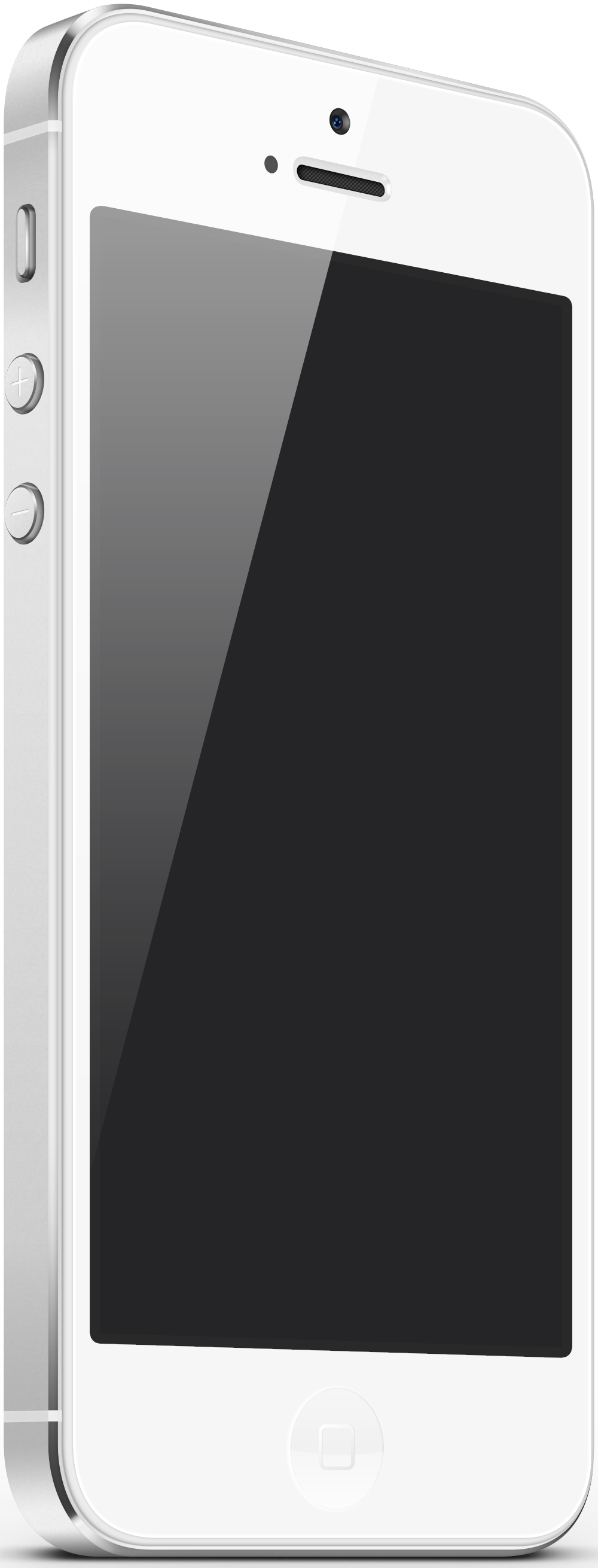
Modelo na cor branca
Conector Lightning